# Iscadia montei
Iscadia montei is een vlinder uit de familie van de visstaartjes (Nolidae). De wetenschappelijke naam van de soort is voor het eerst geldig gepubliceerd in 1936 door Da Costa Lima.